# Boris Birsztejn

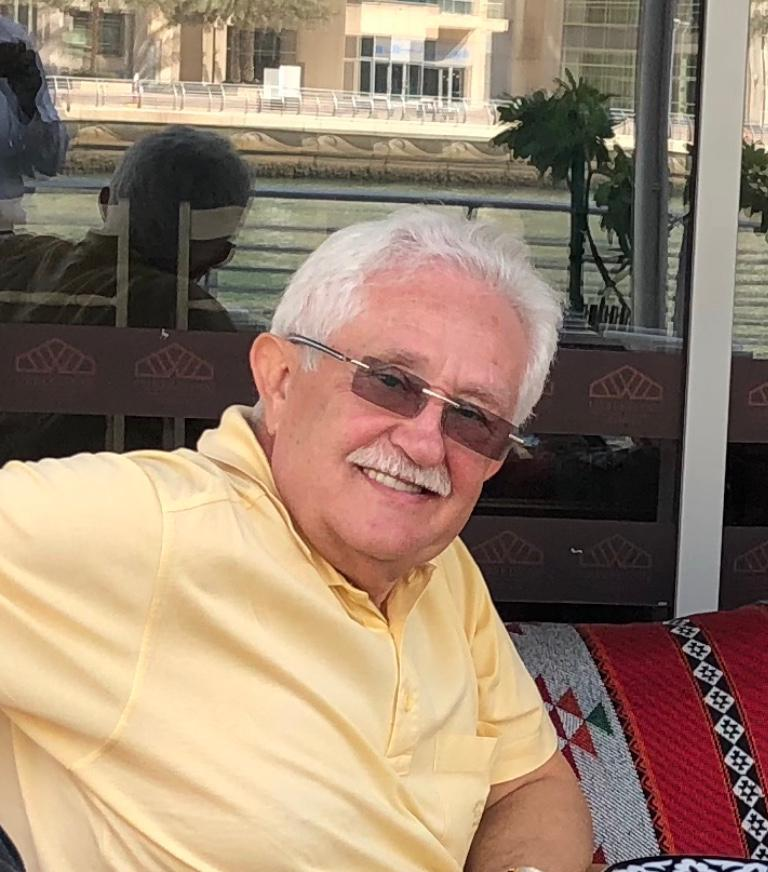
Boris Birsztejn (2019)

Boris Iosifowicz Birsztejn (ur. 1947 w Wilnie) – rosyjski przedsiębiorca żydowskiego pochodzenia.

## Życiorys
Nie udało mu się ukończyć wyższych studiów prawniczych. W 1972 został dyrektorem fabryki włókienniczej w Wilnie. W 1979 wyemigrował do Izraela, w którego stolicy, Jerozolimie, zarejestrował w 1982 na swoje nazwisko dwie firmy: "Silon Ltd.", po czym w 1982 wyjechał do Kanady (otrzymał obywatelstwo tego kraju), jednak jeszcze w tym samym roku osiadł w Szwajcarii. Tam powstała jego pierwsza firma z koncernu "Seabeco". Firma, zarejestrowana w Hongkongu, Nowym Jorku, Moskwie, Toronto, Rzymie, Brukseli, Tegucigalpie, Biszkeku, Kiszyniowie i Kijowie, pośredniczyła w sprzedawaniu surowców z krajów Wspólnoty Niepodległych Państw.